# 劉豫
劉豫（1073年—1146年10月18日），字彥游，景州阜城人（今属河北），宋朝人，曾經被金朝冊封為「大齊皇帝」。
建立大齊，因為金國扶植，史稱偽齊，又稱（金）齊。

## 生平
劉豫出生於1073年，宋哲宗元符三年庚辰科進士。宋徽宗時召拜殿中侍御史，多次上奏涉及禮制局的事務，出為河北西路提刑；金軍南下即棄官躲避在仪征，後獲宋高宗起用济南府知府，金兵進攻濟南時，劉豫被金军细作策反，急欲降金，将坚决抗金的守將关胜骗入府中杀害，随後刘豫献城降金。1129年，劉豫被金朝封為東平知府，充京東、京西、淮南等路經略安撫使。
1130年10月12日（九月戊申），金朝冊封劉豫為大齊皇帝，劃黄河以南為大齊統治，以大名府為首都，用金天会年号；十一月，经金廷同意，改年號為阜昌。1132年遷都至開封。刘豫骄奢淫欲，挥霍无度，横征暴敛之余还大肆挖掘坟墓，非但掘开北宋诸先帝陵寝，连一般民众的祖坟也不放过，引起南宋军民和伪齐统治下人民的滿腔義憤。劉豫屢次南攻南宋，卻出師不利，也無法消滅黃河流域的抗金起義。阜昌八年十一月丙午（1138年1月1日），金朝降封劉豫為蜀王並廢齊國，隨即由完顏昌押解劉豫一家遷至上京临潢府，1142年改封曹王，1146年10月18日（九月戊寅）過世。
劉豫建立的齊國，一般人則稱「刘齐」，共存在八年。
蒋天枢撰《陈寅恪先生编年事辑》（上海古籍出版社增订本）第134页述陈寅恪先生1944年在燕京大学，有“阜昌”诗，但未录。陈美延、陈流求编《陈寅恪诗集附唐篔诗存》（清华大学出版社）第36页有这首“阜昌”诗：“阜昌天子颇能诗，集选中州未肯遗。阮瑀多才原不忝，褚渊迟死更堪悲。千秋读史心难问，一局收枰胜属谁。世变无穷东海涸，冤禽公案总传疑”。题下注：“甲申冬作时卧成都存仁医院。”诗后有“编者注”：“此诗吴宓甲申年录稿，第五句作‘千秋读史心难论’，第七、八句作‘事变无穷东海涸，冤禽公案有传疑’”。时值抗日战争，陈寅恪此诗是将汪精卫比作刘豫，認為“公案有傳疑”之處。